# Calymmaria emertoni
Calymmaria emertoni là một loài nhện trong họ Hahniidae.
Loài này thuộc chi Calymmaria. Calymmaria emertoni được Eugène Simon miêu tả năm 1897.